# Sava Kranj
Sava Kranj je tovarna gumijastih izdelkov, ki so jo ustanovili leta 1921 pod imenom Vulkan kranjska trgovca Franc in Peter Šumi, tehnik Alojz Pirc in trgovec iz Zalega loga Jožko Veberso. 
Prvotno je podjetje Vulkan izdelovalo gumijaste podpetnike. V letu 1932 se je začela proizvodnja cevi za vodovodne in plinske napeljave, 1934 stiskanih izdelkov in konec 1930-ih gumijastih prevlek za valje. S spremembo družbenega sistema in nacionalizacijo tovarne po drugi svetovni vojni dobi ime, ki ga ohrani tudi po prevzemu s strani multinacionalke Goodyear. Sava Trade se ukvarja s trgovsko, Sava Turizem s hotelirsko-zdraviliško dejavnostjo.
Najbolj prepoznavni izdelki tovarne Sava iz 60-ih let 20. stoletja so leta 2013 postali eksponati stalne zbirke Gorenjskega muzeja pod naslovom Tradicija gumarstva - del industrijske dediščine Gorenjske.